# Вите (река)
Вите (Нийткушкйок) — река в Мурманской области России. Протекает по территории городского округа город Мончегорск с подведомственной территорией. Впадает в озеро Имандра.
Длина реки составляет 25 км. Площадь бассейна 222 км². Скорость течения 0,4—0,9 м/с.

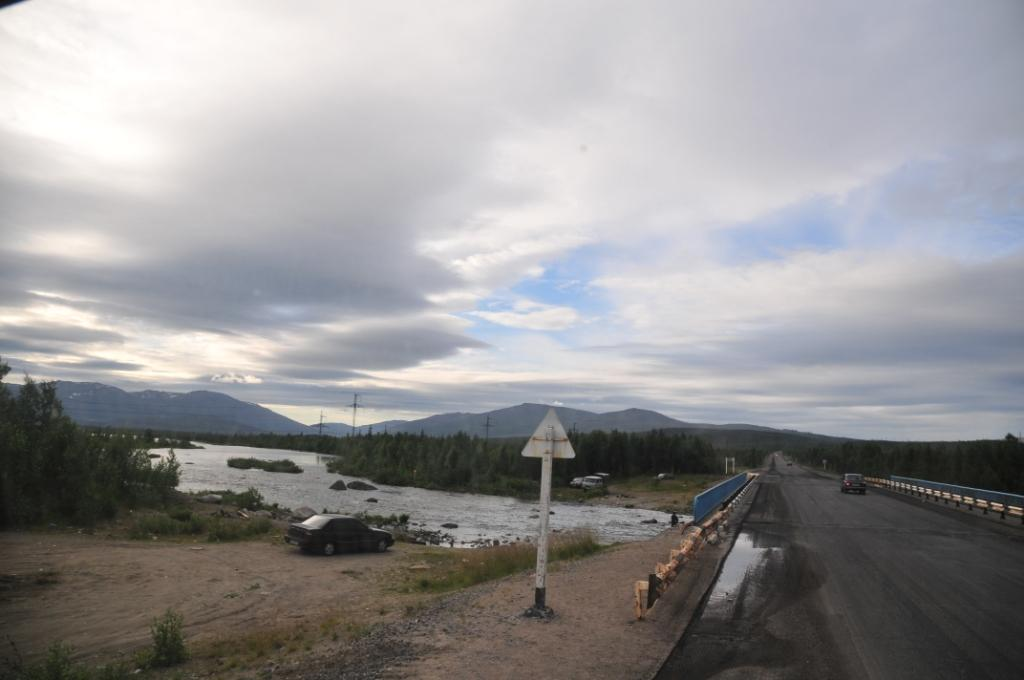
Мост через Вите

Берёт начало на восточном склоне горы Коттичорр (Мончетундра) на высоте свыше 600 м над уровнем моря. Протекает по лесной, местами болотистой местности. Порожиста. Проходит через озёра Сейдъявр, Вите, Островское и Девичья Ламбина. Впадает в губу Витегуба озера Большая Имандра на высоте 127,5 м над уровнем моря. Населённых пунктов на реке нет. Через реку перекинут автомобильный мост на автодороге Кола.

## Данные водного реестра
По данным государственного водного реестра России относится к Баренцево-Беломорскому бассейновому округу, водохозяйственный участок реки — река Нива, включая озеро Имандра. Речной бассейн реки — бассейны рек Кольского полуострова и Карелии.
Код объекта в государственном водном реестре — 02020000312101000010171.